# SWV
Sisters with Voices, mais conhecido como SWV, é um trio feminino americano de R&B de Nova Iorque. Formado em 1990 como um grupo gospel, SWV se tornou um dos mais bem sucedidos grupos de R&B dos anos 90. Elas tiveram uma série de hits, incluindo "Weak", "Right Here / Human Nature", "I'm So Into You" e "You're the One". O grupo se desfez em 1998 para prosseguir os projetos solo e se reuniram novamente em 2005. SWV é atualmente o # 100 no Top 500 Artistas Pop dos últimos 25 anos no website Rock on the Net.

## Discografia[3]

### Álbuns de estúdio
- 1992: It's About Time
- 1996: New Beginning
- 1997: Release Some Tension
- 1997: A Special Christmas
- 2012: I Missed Us
- 2016: "Still"

### Compilações
- 1999: SWV Greatest Hits
- 1999: Greatest Hits
- 2001: Best of SWV
- 2003: Platinum & Gold Collection
- 2004: Encore Collection

## Prêmios
| Ano  | Resultado | Prêmio                        | Categoria                                                |
| ---- | --------- | ----------------------------- | -------------------------------------------------------- |
| 1993 | Indicado  | American Music Award          | Artista Revelação Favorito - Pop/Rock                    |
| 1993 | Indicado  | American Music Award          | Banda, Duo ou Grupo Favorito - Soul/Rhythm & Blues       |
| 1993 | Indicado  | American Music Award          | Álbum Favorito - Soul/Rhythm & Blues por It's About Time |
| 1993 | Indicado  | American Music Award          | Novo Artista Favorito - Soul / Rhythm & Blues            |
| 1993 | Vencedor  | Kids Choice Awards            | Grupo Feminino da Década                                 |
| 1993 | Vencedor  | Billboard Music Awards        | Top Hot 100 Singles Artists - Duo/Grupo                  |
| 1993 | Vencedor  | Billboard Music Awards        | Top R&B Artists - Duo/Grupo                              |
| 1993 | Vencedor  | Billboard Music Awards        | Top R&B Singles Artists - Duo/Grupo                      |
| 1993 | Vencedor  | Billboard Music Awards        | Top Pop Artists - Duo/Grupo                              |
| 1993 | Vencedor  | Billboard Music Awards        | Top New Pop Artist                                       |
| 1993 | Vencedor  | Billboard Music Awards        | Top Hot 100 Singles Artist                               |
| 1993 | Vencedor  | Billboard Music Awards        | Top Hot 100 Airplay Track por "Weak"                     |
| 1993 | Vencedor  | Billboard Music Awards        | Top R&B Artist                                           |
| 1993 | Indicado  | Billboard Music Awards        | Top New R&B Artist                                       |
| 1993 | Indicado  | Billboard Music Awards        | Top R&B Album Artists - Duo/Grupo                        |
| 1993 | Indicado  | Billboard Music Awards        | Top R&B Singles Artist                                   |
| 1994 | Indicado  | Billboard Music Awards        | Top R&B Singles Artists - Duo/Grupo                      |
| 1994 | Indicado  | Billboard Music Awards        | Top R&B Artists - Duos/Grupo                             |
| 1997 | Indicado  | Soul Train Lady of Soul Award | Melhor canção de R&B/Soul por Grupo, Banda ou Duo        |
| 1997 | Indicado  | Soul Train Lady of Soul Award | Melhor canção de R&B/Soul por Grupo, Banda ou Duo        |
| 1998 | Indicado  | Soul Train Lady of Soul Award | Melhor canção de R&B/Soul por Grupo, Banda ou Duo        |
| 1998 | Indicado  | Soul Train Lady of Soul Award | Melhor canção de R&B/Soul por Grupo, Banda ou Duo        |
| 1994 | Indicado  | Grammy Award                  | Grammy Award para o melhor Artista Revelação             |